# 第十三航空隊
第十三航空隊（だいじゅうさんこうくうたい）は、日本海軍の部隊の一つ。爆撃機・攻撃機・戦闘機からなる特設の戦爆連合部隊として編制され、支那事変（日中戦争）序盤に華中方面で戦闘・爆撃に従事したのちに陸上攻撃機を主体とした爆撃部隊に改編された。
隊名が類似している第一三海軍航空隊とは関連が無い。本航空隊の呼称を「第十三海軍航空隊」、または「第一三航空隊」などとしている文献があるが、これらの呼称は誤りである。

## 沿革
1937年（昭和12年）7月7日、盧溝橋事件が勃発し、日中が武力衝突し支那事変（日中戦争）が始まるやいなや、海軍は事件からわずか4日後の11日に6個航空隊の大陸派遣を決定した。戦略爆撃を担当する第一連合航空隊は木更津海軍航空隊と鹿屋海軍航空隊からなり、制空を担当する2個航空隊と偵察を担当する2個航空隊は「第二連合航空隊」（以下「二連空」とする）を編制した。第十三航空隊（以下「十三空」とする）は二連空の攻撃・戦闘部隊として大村海軍航空隊から30機を選抜して編制し、華中方面に投入された。制空が完了し、敵勢力が内陸部に移った13年2月からは陸上攻撃機を主力とする遠距離爆撃機隊に変貌した。「戦史叢書」などの記述では、コンビを組んだ第十二航空隊（以下「十二空」とする）と合わせて「二連空」名義で行動を記述してあることが多く、十三空独自の行動か十二空との共同なのか判然としないことがある。
- 1937年（昭和12年）

7月11日　大村飛行場で臨時編制。第二連合航空隊に編入（戦闘機12・艦上爆撃機18・輸送機1）。
7月28日　二連空は第二艦隊附属に編入。
8月7日　　大連の周水子飛行場に進出。
9月7日　上海公大飛行場の制圧完了。公大に進出。
9月19日　蘇州・杭州・嘉興を十二空と共同で偵察。
9月16日　南京を十二空と共同で空襲、27日まで連日出撃。
9月19日　南京空襲時に敵戦闘機隊と空中戦。十二空と共同で14機を撃墜・喪失なし。
9月22日 - 江陰方面で中国艦船を十二空と共同で爆撃。寧海・平海・逸仙を撃破。
10月1日 - 上海上陸作戦を十二空と共同で支援。
10月頃 - 蘇州江渡河作戦を十二空と共同で支援。
11月頃 - 杭州湾上陸作戦を十二空と共同で支援。
12月2日 - 南京で最後の空中戦。南郷茂章大尉率いる九六艦戦6機が迎撃に上がったソ連空軍志願隊戦闘機約20数機と空中戦を実施、I-16 13機撃墜を報告。
12月12日 - 「パネー号事件」発生。奥宮正武大尉指揮の九六式艦爆6機および村田重治大尉指揮の九六式艦攻3機、十二空と共同でアメリカ砲艦パナイを誤爆。
- 1938年（昭和13年）

1月4日 - 田熊繁雄大尉指揮の九六艦戦11機、漢口飛行場爆撃に向かう一連空の陸攻隊23機（鹿屋空11機、木更津空12機）の護衛任務に従事。カーチス・ホークⅢ6機編隊、カーチス・ホークⅡ5機前後と交戦し、各2機を撃墜。
2月18日 - 森貢一空曹ほか2個小隊6機、十二空の金子隆司大尉率いる5機と共同で南昌老営房飛行場爆撃に向かう一連空の九六陸攻15機（木更津空9機、鹿屋空6機）の護衛任務に従事。迎撃に上がった第4大隊のI-15・I-16戦闘機29機と交戦し、1機未帰還。また帰途中、武湖上空にてソ連空軍志願隊のニコライ・スミルノフ中尉率いるI-15 6機、アレクセイ・ブラゴヴェシチェンスキー率いるI-16 12機と交戦。南義美三空曹らがI-152、I-16各1機の撃墜を報告した。
2月22日 - 陸攻隊に改編。南京に陸攻24、上海に陸攻8・艦戦12を配備。
2月25日 - 戦闘機隊第1中隊（田熊繁雄大尉指揮、96式艦戦 10機、うち小泉藤一二空曹率いる2機は12空）、第2中隊（四元淑雄中尉指揮、96式艦戦8機）南昌老営房飛行場爆撃に向かう中攻35機の護衛任務に従事。迎撃に上がった第3大隊所属I-15・ソ連空軍志願隊のI-16戦闘機計30機あまり（戦闘詳報では50機あまりと記録）と南昌市街地で交戦、38機撃墜（うち12機不確実）、田熊大尉ほか1機未帰還。中ソ側記録によれば被撃墜5機で戦死は1名。
4月29日　棚町整少佐率いる九六陸攻18機、漢口を十二空の小園安名少佐率いる九六艦戦27機と共同で爆撃。2機未帰還。
6月26日　南昌爆撃を計画するが、天候不良で攻撃不能。十二空が単独で強襲。
7月14日　柴田弥五郎大尉率いる陸攻9機が漢口を、勝見五郎大尉率いる陸攻9機が南昌を黎明爆撃。各2機の迎撃を受けるが損害なし。
以後、漢口攻略作戦に従事。11月15日の陥落まで全力出撃。
- 1939年（昭和14）

5月3日　重慶を21機で爆撃。以後、重慶への爆撃を断続的に実施。
10月　　内地の新編部隊と交代。内地帰還した旧要員・機体をもって10月1日付で千歳海軍航空隊を新編。
11月4日　奥田司令直率27機で成都を爆撃。奥田司令戦死。
※10月3日の漢口空襲（塚原一連空司令官重傷・大林鹿空司令重傷・石川木空副長戦死）の報復攻撃。
- 1940年（昭和15年）

11月15日　解隊。
昭和16年度は対米英戦を睨んで出師準備に着手することとなり、十三空は内地帰還とともに新規陸攻部隊の拡張・新編要員に振り向けられた。

## 主力機種
- 九〇式艦上戦闘機
- 九六式艦上戦闘機
- 九六式艦上爆撃機
- 九六式陸上攻撃機

## 隊司令
- 千田貞敏 大佐：1937年7月11日[11] - 1938年2月10日[12]
- 山田道行 大佐：1938年2月10日[12] - 1938年3月22日[13]
- 上阪香苗 大佐：1938年3月22日[13] - 1938年12月15日[14]
- 奥田喜久司 大佐：1938年12月15日[14] - 1939年11月4日戦死
- 市丸利之助 大佐：1939年11月6日[15] - 1940年11月15日[16]